# Louis-Marie Parent
Pour les articles homonymes, voir Parent.
Le père Louis-Marie Parent, né en 1910 à Saint-Camille-de-Bellechasse au Québec et mort le 17 mai 2009 à Richelieu (Québec) à 98 ans, est un prêtre missionnaire canadien.

## Biographie
Entré en 1931 dans la congrégation cléricale des Oblats de Marie-Immaculée, il est ordonné prêtre en 1937.
Il est connu pour avoir fondé une communauté contemplative, les Recluses missionnaires de Jeanne-le-Ber en 1943 ainsi que deux instituts séculiers :  les Oblates missionnaires de Marie-Immaculée en 1952 et l'Institut Voluntas Dei en 1958.
Son charisme et son talent pour la prédication sont chers à ces instituts. Inspiré par le dynamisme évangélique, il a enseigné la spiritualité dite des 5-5-5.
Les dernières années de sa vie, il se retire dans la communauté des Oblats de Marie-Immaculée de Richelieu (Québec). Il prie, lit et reçoit les visites de ses frères. Il meurt à la Résidence Notre-Dame le 17 mai 2009, à l'âge de 98 ans.